# Zoraida hubeiensis
Zoraida hubeiensis är en insektsart som beskrevs av Chou, Lu, Huang och Wang 1985. Zoraida hubeiensis ingår i släktet Zoraida och familjen Derbidae. Inga underarter finns listade i Catalogue of Life.